# 奥布兰盖姆
奥布兰盖姆（法語：Oblinghem，法語發音：[ɔblɛ̃ɡɛm]）是法国上法蘭西大區加来海峡省的一个市镇，属于贝蒂讷区。

## 地理
奥布兰盖姆（50°32'57"N, 2°35'55"E）面积1.27 平方千米，位于法国上法蘭西大區加来海峡省，该省份为法国北部沿海省份，西北濒北海，南至索姆省，东临北部省。
与奥布兰盖姆接壤的市镇（或旧市镇、城区）包括：戈内姆、绍克、旺丹莱贝蒂讷。
奥布兰盖姆的时区为UTC+01:00、UTC+02:00（夏令时）。

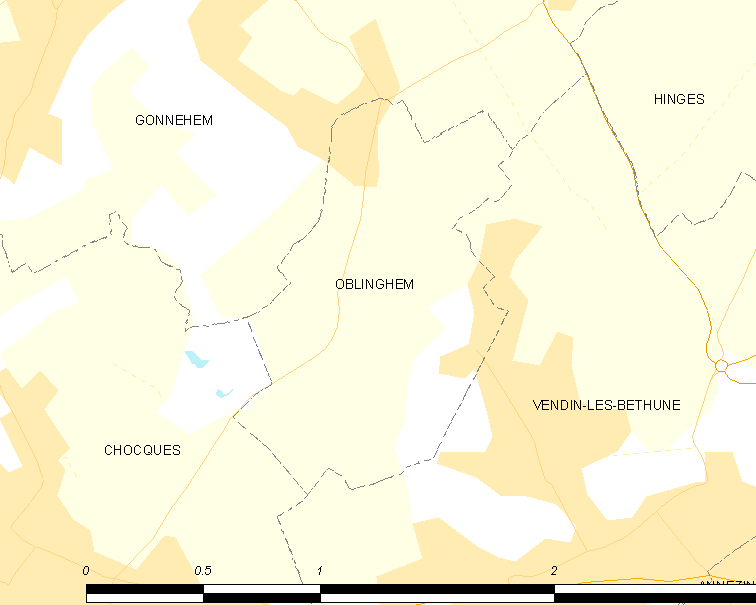
奥布兰盖姆的OSM定位图

## 行政
奥布兰盖姆的邮政编码为62920，INSEE市镇编码为62632。

## 政治
奥布兰盖姆所属的省级选区为贝蒂讷县。

## 人口

1962-2008年间奥布兰盖姆人口变化图示

奥布兰盖姆于2022年1月1日时的人口数量为384人。